# 西高師町
西高師町（にしたかしちょう）は、愛知県豊橋市の地名。

## 地理
豊橋市南部に位置する。東は高師本郷町・上野町、西は芦原町、南は野依町・畑ケ田町、北は高師町に接する。

### 河川
- 梅田川[1]

### 字一覧
- 大坪（おおつぼ）[WEB 5]
- 奥谷（おくのや）[WEB 5]
- 小谷（こたに）[WEB 5]
- 沢向（さわむかい）[WEB 5]
- 津森（つもり）[WEB 5]
- 西浦（にしうら）[WEB 5]
- 白山（はくさん）[WEB 5]
- 船渡（ふなと）[WEB 5]
- 緑（みどり）[WEB 5]
- 柚木（ゆのき）[WEB 5]

## 歴史

### 人口の変遷
国勢調査による人口および世帯数の推移。
| 1995年（平成7年）  | 1076世帯 3330人 |  |
| 2000年（平成12年） | 1189世帯 3382人 |  |
| 2005年（平成17年） | 1273世帯 3358人 |  |
| 2010年（平成22年） | 1294世帯 3364人 |  |
| 2015年（平成27年） | 1368世帯 3508人 |  |

### 沿革
- 1932年（昭和7年） - 高師村高師の一部により、豊橋市二本松町（にほんまつちょう）[2]・高船町（たかふなちょう）[3]・西浦町（にしうらちょう）[4]がそれぞれ成立する。
- 1937年（昭和12年） - 豊橋市二本松町・高船町・西浦町により、同市西高師町が成立[5]。

## 交通
- 豊橋鉄道渥美線[1]
- 愛知県道東三河環状線[1]
- 愛知県道伊古部南栄線[1]

## 施設
- あしはら保育園[1]
- 高師町公民館[1]
- 浄土宗高林寺[1]
- 高師神社[1]

### WEB
1. ↑  “愛知県豊橋市の町丁・字一覧”.   人口統計ラボ. 2023年4月13日閲覧。
2. ↑  総務省統計局 (2017年1月27日). “平成27年国勢調査の調査結果(e-Stat) - 男女別人口及び世帯数 －町丁・字等” (CSV). 2021年7月21日閲覧。
3. ↑  “愛知県豊橋市の郵便番号一覧”.   日本郵便. 2023年4月13日閲覧。
4. ↑  “市外局番の一覧” (PDF).   総務省 (2022年3月1日). 2022年3月22日閲覧。
5. 1 2 3 4 5 6 7 8 9 10  “愛知県豊橋市 住所一覧から地図を検索”.   ONE COMPATH. 2023年8月17日閲覧。
6. ↑  総務省統計局 (2014年3月28日). “平成7年国勢調査の調査結果(e-Stat) - 男女別人口及び世帯数 －町丁・字等” (CSV). 2021年7月20日閲覧。
7. ↑  総務省統計局 (2014年5月30日). “平成12年国勢調査の調査結果(e-Stat) - 男女別人口及び世帯数 －町丁・字等” (CSV). 2021年7月20日閲覧。
8. ↑  総務省統計局 (2014年6月27日). “平成17年国勢調査の調査結果(e-Stat) - 男女別人口及び世帯数 －町丁・字等” (CSV). 2021年7月21日閲覧。
9. ↑  総務省統計局 (2012年1月20日). “平成22年国勢調査の調査結果(e-Stat) - 男女別人口及び世帯数 －町丁・字等” (CSV). 2021年7月21日閲覧。
10. ↑  総務省統計局 (2017年1月27日). “平成27年国勢調査の調査結果(e-Stat) - 男女別人口及び世帯数 －町丁・字等” (CSV). 2021年7月21日閲覧。

### 書籍
1. 1 2 3 4 5 6 7 8 9 10  「角川日本地名大辞典」編纂委員会 1989, p. 1792.
2. ↑  「角川日本地名大辞典」編纂委員会 1989, p. 1028.
3. ↑  「角川日本地名大辞典」編纂委員会 1989, p. 784.
4. ↑  「角川日本地名大辞典」編纂委員会 1989, p. 992.
5. ↑  「角川日本地名大辞典」編纂委員会 1989, p. 1007.